# Васильцовский, Александр Дмитриевич
Александр Дмитриевич Васильцовский (1790? — 14 (26) мая 1848) — руководитель Конторы московских императорских театров (с 1831); камергер.

## Биография
Незаконнорожденный сын бригадира Дмитрия Александровича Новосильцева (1758—1835), который был женат на Екатерине Владимировне Новосильцевой, урождённой графине Орловой. В 1796 году, он вместе со своей, также незаконнорождённой, сестрой Анной (1792—1853), впоследствии ставшей женой писателя М. Н. Загоскина, был возведён в дворянство с фамилией Васильцовские — записаны в III часть дворянской родословной книги Московской губернии.
В службу был записан с 1799 года; в 1805 году получил чин коллежского асессора; с 1810 года — надворный советник.
С 1831 года был управляющим Конторой московских императорских театров; с 1832 года — в чине статского советника.
Был награждён орденами Св. Владимира 4-й ст. (09.02.1824) и 3-й ст. (1843). За постройку Большого театра 1 октября 1843 года «получил Высочайшее благоволение».
Был владельцем крупного конного завода, а также был известен жестоким отношением к своим дворовым.
Умер 14 (26) мая 1848 года. Похоронен в Москве в Новоспасском монастыре.

## Семья
Жена (с 26 октября 1819 года) — Надежда Сергеевна Олсуфьева (1805—1835), дочь Сергея Адамовича Олсуфьева от его второй жены. У них дети: Сергей (1820—1880), Елизавета (1821—1843), Татьяна (1823—?), Дмитрий (1832—1878).